# Wakanohana Masaru
Masaru Hanada (花田 虎上, anciennement 花田 勝, né le 20 janvier 1971) est un lutteur de sumo professionnel. Durant sa carrière, il est connu sous le nom de Wakanohana Masaru (若乃花 勝) et son ascension au plus au niveau au côté de son petit frère Takanohana Kōji permet au monde du sumo de connaitre un regain de popularité dans les années 1990. Il est le fils de l'ancien ozeki Takanohana Kenshi, qui était aussi son maitre d'écurie, et son oncle est Wakanohana Kanji I, un célèbre yokozuna des années 1950. Wakanohana est resté longtemps au rang d'ozeki remportant 5 tournois avant de finalement atteindre le grade de yokozuna en juillet 1998, rejoignant son frère. C'est la première fois de l'histoire de ce sport que 2 frères partagent le plus haut rang possible. Il termine sa carrière en 2000 et se reconvertit dans la restauration et la télévision. En 2005, il est au centre d'un scandale avec son frère à la mort de leur père.

## Début de carrière
Il commence sa carrière professionnelle dans le sumo en mars 1988, en même temps que son jeune frère Takanohana, en rejoignant l'écurie d'entraînement de son père, alors connue sous le nom d'écurie Fujishima . Dès lors, les deux frères quittent le quartier familial et rejoignent les nouvelles recrues dans la zone commune, et doivent s'adresser à leur père uniquement sous son nom d'oyakata (entraîneur). Les futurs rivaux Akebono et Kaiō ont fait leurs débuts professionnels le même mois. Au début de sa carrière, il a lutté sous le nom de Wakahanada (若花田) , recevant le nom de combat de son oncle quelques tournois avant sa promotion au rang d'ōzeki . Wakanohana signifie jeune fleur en japonais.
Wakanohana est finalement promu au rang de yokozuna en 1998 après avoir remporté deux tournois consécutifs en mars et mai de cette année. Il a ainsi passé 29 tournois au rang d'ōzeki avant d'atteindre le rang de yokozuna, le troisième plus long temps d'attente de l'histoire. De plus, lui et Takanohana deviennent la première fratrie à devenir yokozuna . Cependant, son passage au plus haut rang du sumo est bref et marqué par de nombreuses blessures, il n'arrivera jamais à gagner d'autres tournois.
Son meilleur résultat en tant que yokozuna date de janvier 1999. Il se présente le dernier jour du tournoi en tête avec un score de 13-1. Cependant, il est battu par Chiyotaikai et finissent alors ex-aequo. Lors du combat de départage qui a suivi entre eux, les juges considèrent l'issue comme trop serré pour déclarer un vainqueur, malgré le fait que de nombreux observateurs pensaient que Wakanohana avait clairement remporté le match. Le combat est rejoué mais il finit par le perdre ainsi que la coupe de l'Empereur.
Il ne pas termine aucun des trois tournois suivants en raison d'une entorse à la jambe. Puis en septembre 1999, malgré une déchirure musculaire à la cuisse le dixième jour du tournoi, il refuse de se retirer faisant de lui le deuxième yokozuna à terminer make-kochi d'un tournoi de 15 jours (plus de défaites que de victoires). L'autre yokozuna à subir ce sort est Ōnokuni, exactement dix ans auparavant. Il décide tout de même de continuer le sumo après avoir consulté son père, et a également été soutenu par le président de l'Association japonaise de sumo, l'ancien rikishi  Yutakayama Katsuo, qui a déclaré qu'il ne voyait aucune raison de prendre sa retraite car son mauvais bilan était directement lié à sa blessure.

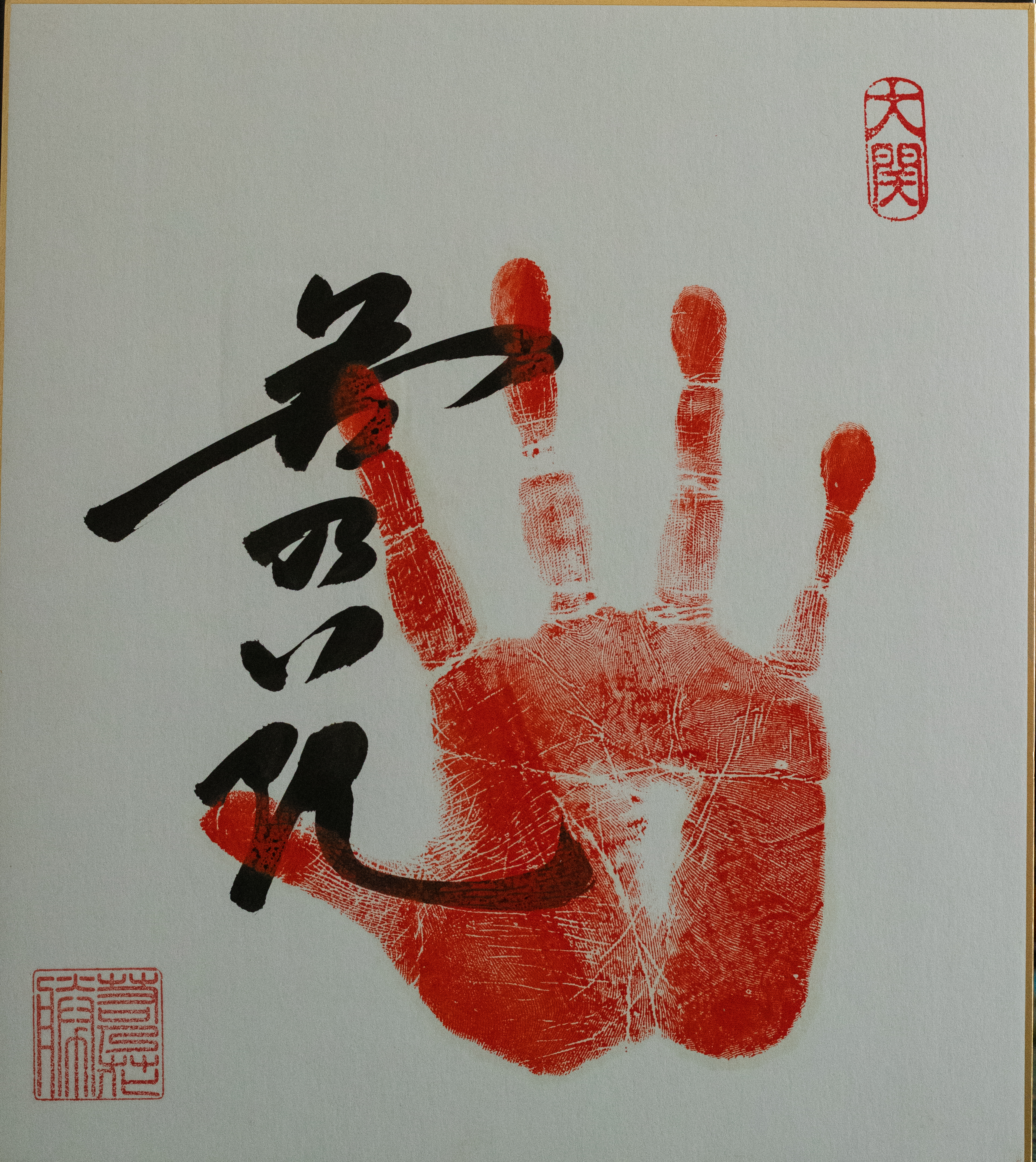
tegata de Wakanohana III (empreinte de main et signature)

## Carrière de Yokozuna

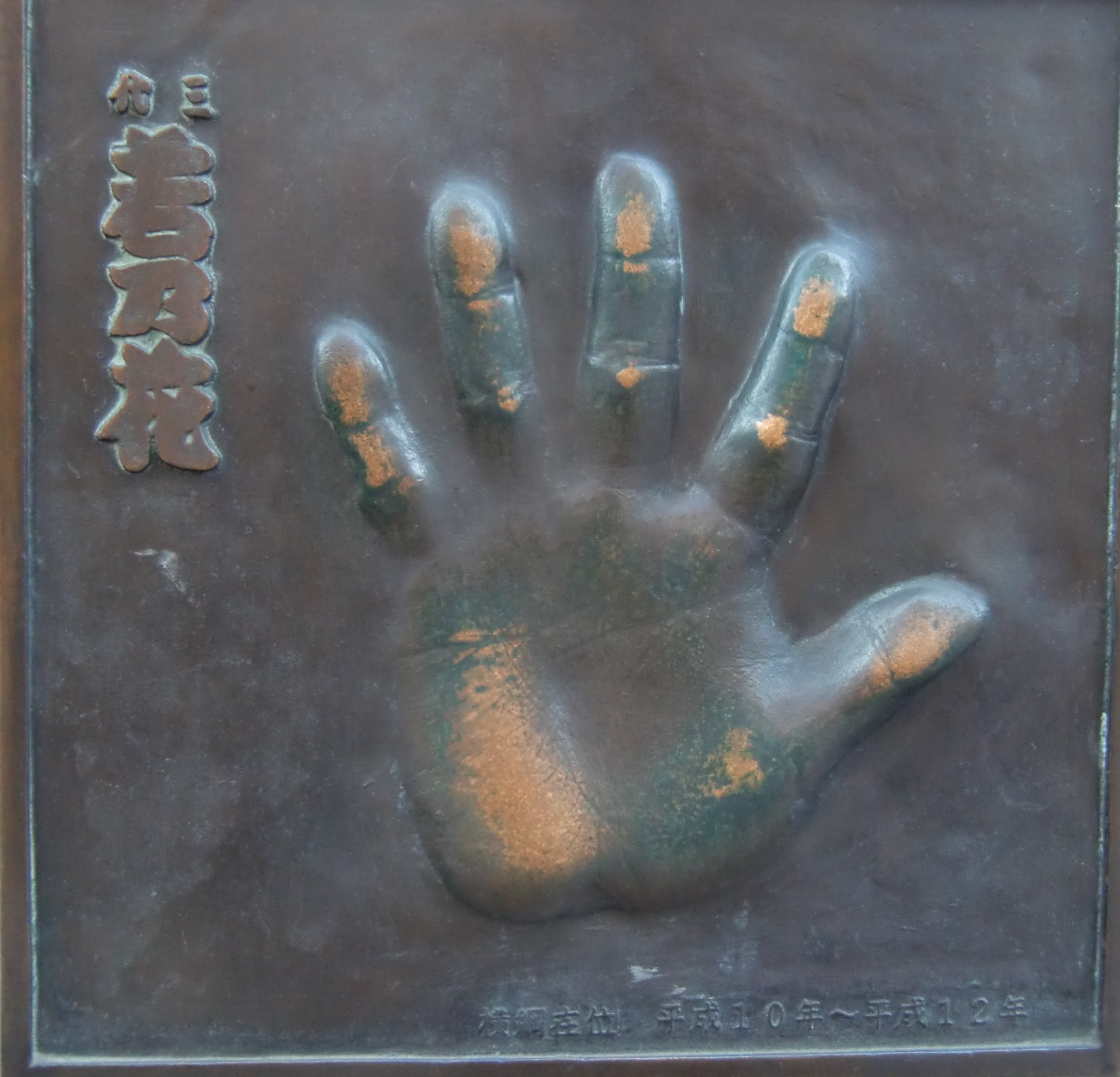
L'empreinte de la main de Wakanohana exposée sur un monument à Ryōgoku, Tokyo

Il accède à la première division en septembre 1990, aux côtés d'Akebono . Il a atteint le rang de san'yaku pour la première fois en novembre 1991 lorsqu'il est promu au rang de komusubi . En janvier 1992, il bat le yokozuna Asahifuji, qui mettra un terme à sa carrière à la suite de cette défaite. N'ayant pas le poids et la force de son frère, il lui faudra plus de temps pour gravir les échelons, étant encore un lutteur maegashira en janvier 1993, lorsque Takanohana obtient la promotion au rang d'ōzeki . Cependant, lors du tournoi suivant, Wakanohana remporte son premier yūshō avec un bilan de 14-1. Après un score de 10-5 en mai et une deuxième place en juillet, il rejoint son frère en tant qu'ōzeki. C'est la première fois de l'histoire que deux frères détiennent ce rang simultanément.
En novembre 1995, il obtient son deuxième titre en battant Takanohana, alors devenu yokozuna, en play-off. C'est la seule fois où les deux frères se sont affrontés dans un match officiel.
En 1996, à la suite de sa victoire, Wakanohana est blessé mais il termine l'année en finissant 4 fois deuxième. En 1997, il gagne son troisième yusho en janvier mais se blesse pour les deux tournois suivants. Il conserve de justesse son grade d"ozeki avec une faible majorité de victoires  (8-7) à son retour en juillet. En raison de la domination de l'écurie Futagoyama (dans laquelle l'écurie Fujishima a été absorbée en 1993), il a été dispensé de combattre plusieurs rikishi de haut niveau, comme Takanonami, Takatōriki et Akinoshima.
Après avoir raté les deux tournois suivants, Wakanohana revient sur le dohyo en mars 2000, même s'il n'est pas complètement remis de sa blessure. Mais après avoir perdu trois de ses cinq premiers combats, il annonce finalement sa retraite de rikishi. Il n'a été au plus haut rang du sumo que pendant 11 tournois, s'étant retiré ou ayant manqué six d'entre eux, et à 29 ans, il est le sixième plus jeune yokozuna à prendre sa retraite. Un membre du Conseil de délibération des yokozuna a fait remarquer que s'il n'avait pas été promu, il aurait été considéré comme un bon ōzeki comme son père, plutôt que comme un yokozuna décevant.

## Style de combat
Wakanohana était connu pour sa large gamme de techniques, remportant le prestigieux  ginō-shō à six reprises. Sa prise préférée sur le mawashi de son adversaire est le hidari-yotsu, une position avec la main droite à l'extérieur et la main gauche à l'intérieur. Il gagne la plupart de ses combats sur yorikiri ou oshidashi. Ensemble, ces deux techniques ont représenté près de cinquante pour cent de ses victoires en carrière. Il connait une grande variété de mouvements de projection, tels que l'uwatenage (projection par-dessus le bras), le shitatenage (projection par-dessous le bras), le sukuinage (projection sans ceinture) et le kubinage (lancer avec le cou), ainsi que des techniques extrêmement rares comme l'amiuchi (lancer du pêcheur), le kawazugake (contre-lancer arrière avec crochet) et le susoharai (balayage du pied arrière).

## Après le sumo
Après une brève période en tant que membre de l'Association japonaise de sumo, il a finalement complètement quitté ce sport et travaille dans le divertissement au Japon, tout en essayant d'entrer dans le monde professionnel du football américain. Le 23 mars 2002, Wakanohana signe avec les Rattlers de l'Arizona. Aussi, il possède et exploite une chaîne de restaurants chanko nabe (littéralement « pot de repas », l'aliment de base des lutteurs de sumo) au Japon appelée « Chanko Dining Waka ». Le 6 mai 2010, les médias annoncent que cette chaine de restauration a déposé le bilan, invoquant des dettes de plus de 147 millions de yens.
En 2000, Wakanohana publie son autobiographie, Dokuhaku: Strong Spirit (独白―ストロング・スピリット) . Il écrit sur sa peur constante tout au long de sa carrière d'être gravement blessé lors d'un combat, et révèle qu'il n'a jamais bien dormi pendant les tournois.
En octobre 2007, il divorce de sa femme Mieko, qu'il a épousée en juin 1994 et avec qui il aeu quatre enfants. Il s'est remarié par la suite et a un autre enfant avec sa nouvelle épouse.
En 2011, Wakanohana se met à utiliser son nom Hanada Masaru (花田 虎上) publiquement 
Il remonte sur le dohyō du Ryōgoku Kokugikan pour la première fois depuis sa retraite, lorsqu'il assiste à la Coupe Hakuhō 2018, un événement de sumo amateur pour enfants.
En 2019, il apparait sur Abema en tant que commentateur de sumo. Sa dernière apparition en tant que commentateur datait de 2004 sur NHK.

## Relation avec Takanohana
Au moment du décès de leur père le 30 mai 2005, la relation entre Wakanohana et Takanohana se déchire, ce qui a été largement commenté dans les médias japonais. À la mort de son père, Takanohana s'est montré très critique envers son frère et sa mère. En effet, il lance des attaques contre son frère (Wakanohana) concernant la gestion des rites funéraires de leur père et discrédite sa mère, la condamnant pour sa liaison extraconjugale qui a conduit au divorce avec Futagoyama, et qui n'avait été jusqu'à présent que des rumeurs. Des commentateurs suggèrent que ces querelles étaient lié au contrôle de la succession de leur père. Cependant, Wakanohana perd ses droits sur le patrimoine peu de temps après les funérailles de son père.

## Résultats par basho
| Année | Janvier Hatsu basho, Tokyo      | Mars Haru basho, Osaka              | Mai Natsu basho, Tokyo                 | Juillet Nagoya basho, Nagoya       | Septembre Aki basho, Tokyo        | Novembre Kyūshū basho, Fukuoka      |
| --- | ------------------------------- | ----------------------------------- | -------------------------------------- | ---------------------------------- | --------------------------------- | ----------------------------------- |
| 1988 | x                               | (Maezumo)                           | Jonokuchi de l’Ouest #10 7–0– CHAMPION | Jonidan de l’Est #47 6–1           | Sandanme de l’Est #86 6–1         | Sandanme de l’Est #34 7–0– CHAMPION |
| 1989 | Makushita de l’Est #22 3–4      | Makushita de l’Ouest #28 4–3        | Makushita de l’Ouest #20 4–3           | Makushita de l’Est #14 5–2         | Makushita de l’Est #5 3–4         | Makushita de l’Est #9 6–1           |
| 1990 | Makushita de l’Ouest #2 4–3     | Jūryō de l’Ouest #13 9–6            | Jūryō de l’Ouest #8 10–5               | Jūryō de l’Ouest #2 12–3– CHAMPION | Maegashira de l’Ouest #10 8–7     | Maegashira de l’Ouest #5 6–9        |
| 1991 | Maegashira de l’Est #10 7–8     | Maegashira de l’Est #12 9–6         | Maegashira de l’Est #7 8–7             | Maegashira de l’Ouest #2 7–8       | Maegashira de l’Ouest #3 11–4 TP★ | Komusubi de l’Est #2 7–8            |
| 1992 | Maegashira de l’Ouest #1 10–5 T | Komusubi de l’Ouest #1 0–10–5       | Maegashira de l’Ouest #7 11–4 T        | Maegashira de l’Est #1 4–9–2       | Maegashira de l’Est #9 8–7        | Maegashira de l’Ouest #4 9–6        |
| 1993 | Maegashira de l’Ouest #3 10–5 T | Komusubi de l’Est #1 14–1 TP        | Sekiwake de l’Ouest #1 10–5 P          | Sekiwake de l’Est #1 13–2–P T      | Ōzeki de l’Ouest #1 9–6           | Ōzeki de l’Ouest #1 12–3            |
| 1994 | Ōzeki de l’Est #1 11–4          | Ōzeki de l’Ouest #1 3–4–8           | Ōzeki de l’Ouest #2 0–0–15             | Ōzeki de l’Ouest #2 14–1           | Ōzeki de l’Ouest #1 12–3          | Ōzeki de l’Ouest #1 8–7             |
| 1995 | Ōzeki de l’Est #2 12–3          | Ōzeki de l’Ouest #1 12–3            | Ōzeki de l’Ouest #1 9–6                | Ōzeki de l’Ouest #1 11–4           | Ōzeki de l’Ouest #1 10–5          | Ōzeki de l’Ouest #1 12–3            |
| 1996 | Ōzeki de l’Est #1 0–4–11        | Ōzeki de l’Est #2 12–3              | Ōzeki de l’Est #1 12–3                 | Ōzeki de l’Est #1 10–5             | Ōzeki de l’Ouest #1 11–4          | Ōzeki de l’Est #1 11–4–P            |
| 1997 | Ōzeki de l’Est #1 14–1          | Ōzeki de l’Est #1 3–1–11            | Ōzeki de l’Est #2 0–0–15               | Ōzeki de l’Est #2 8–7              | Ōzeki de l’Est #2 12–3            | Ōzeki de l’Est #2 10–5              |
| 1998 | Ōzeki de l’Est #2 10–5          | Ōzeki de l’Est #2 14–1              | Ōzeki de l’Est #1 13–2                 | Yokozuna de l’Est #2 10–5          | Yokozuna de l’Est #2 12–3–j       | Yokozuna de l’Ouest #1 9–6          |
| 1999 | Yokozuna de l’Ouest #1 13–2–P   | Yokozuna de l’Est #1 5–5–5          | Yokozuna de l’Ouest #1 3–5–7           | Yokozuna de l’Est #2 0–0–15        | Yokozuna de l’Ouest #2 7–8        | Yokozuna de l’Ouest #1 0–0–15       |
| 2000 | Yokozuna de l’Est #2 0–0–15     | Yokozuna de l’Ouest #2 Retraite 2–4 | x                                      | x                                  | x                                 | x                                   |
| Résultats sous la forme victoires – défaites – absences Champion du tournoi Vice-champion du tournoi Retraite Divisions inférieures Non-participation Sanshō : C = Combativité ; P = Performance exceptionnelle ; T = Technique Aussi représentés : ★ = Kinboshi ; P = Playoff(s) Divisions : Makuuchi — Jūryō — Makushita — Sandanme — Jonidan — Jonokuchi Rangs Makuuchi : Yokozuna — Ōzeki — Sekiwake — Komusubi — Maegashira |                                 |                                     |                                        |                                    |                                   |                                     |